# Genetische drift
Genetische drift betreft het natuurlijke, statistische proces dat voortvloeit uit de invloed van toeval op de verspreiding van genen, via zowel seksuele als aseksuele voortplanting, binnen een relatief kleine populatie. Genetische drift zorgt ervoor dat de frequentie van een allel van een bepaald gen binnen een populatie, van generatie op generatie kan af- of toenemen, en uiteindelijk of helemaal uit de populatie verdwijnt, of juist als enige allel in een populatie overblijft. Door genetische drift worden steeds meer individuen, binnen een populatie, homozygoot voor een bepaalde genetische eigenschap. Uiteindelijk bereikt een allel een frequentie van 100 % binnen een populatie, een verschijnsel dat fixatie wordt genoemd. Hoe kleiner een populatie, hoe eerder de fixatie van een allel in die populatie kan worden bereikt. Drift doet de verschillen tussen gescheiden levende, zich onderling niet voortplantende populaties van een soort toenemen. Het is, naast natuurlijke selectie, mutatie en migratie, een belangrijk mechanisme van soortvorming (evolutie). 
Fixatie van een bepaalde allel zal eerder optreden naarmate een populatie kleiner is; bij een voldoende grote populatie zullen de toevalseffecten elkaar opheffen, en zullen de verschillende allelen van een gen, over meerder generaties, uiteindelijk even vaak aan het nageslacht worden doorgegeven. Genetische drift is in zekere zin antagonistisch aan natuurlijke selectie: genetische selectie ontstaat uit adaptatie aan het milieu en is directioneel (gaat een bepaalde richting uit); genetische drift staat los van milieuinvloeden en is het gevolg van toeval. Het treedt vooral op bij zogenaamde neutrale allelen: allelen die geen positieve of negatieve invloed hebben op de fitness (voortplantingssucces) van een organisme.
Het principe van genetische drift werd ontdekt tijdens het ontwikkelen van de moderne synthese, aan het begin van de 20e eeuw. Genetische drift speelt een belangrijke rol in de neutral theory of molecular evolution van Motoo Kimura.

## Waarschijnlijkheid en allelfrequentie
De mechanismen van genetische drift kunnen worden geïllustreerd met een vereenvoudigd voorbeeld. Beschouw een zeer grote kolonie bacteriën geïsoleerd in een druppel oplossing. De bacteriën zijn genetisch identiek op één enkel gen na met twee allelen genaamd A en B, wat neutrale allelen zijn, wat betekent dat ze het vermogen van de bacterie om te overleven en zich voort te planten niet beïnvloeden; alle bacteriën in deze kolonie hebben evenveel kans om te overleven en zich voort te planten. Stel dat de helft van de bacteriën allel A heeft en de andere helft allel B. Dus A en B hebben elk een allelfrequentie van 1/2.
De druppel oplossing krimpt vervolgens totdat deze nog maar voldoende voedsel bevat om vier bacteriën te voeden. Alle andere bacteriën sterven zonder zich voort te planten. Van de vier die overleven, bestaan er 16 mogelijke combinaties voor de A en B allelen: 
 (A-A-A-A), (B-A-A-A), (A-B-A-A), (B-B-A-A), 
 (A-A-B-A), (B-A-B-A), (A-B-B-A), (B-B-B-A),
 (A-A-A-B), (B-A-A-B), (A-B-A-B), (B-B-A-B),
 (A-A-B-B), (B-A-B-B), (A-B-B-B), (B-B-B-B).
Omdat alle bacteriën in de oorspronkelijke oplossing evenveel kans hebben om te overleven als de oplossing krimpt, zijn de vier overlevenden een willekeurig monster uit de oorspronkelijke kolonie. De kans dat elk van de vier overlevenden een bepaald allel heeft is 1/2, en dus is de kans dat een bepaalde allelcombinatie optreedt wanneer de oplossing kleiner wordt,
{\displaystyle {\frac {1}{2}}\cdot {\frac {1}{2}}\cdot {\frac {1}{2}}\cdot {\frac {1}{2}}={\frac {1}{16}}.}
(De oorspronkelijke populatieomvang is zo groot dat de bemonstering effectief plaatsvindt bij vervanging). Met andere woorden: de kans is even groot dat elk van de 16 mogelijke allelcombinaties voorkomt, met een waarschijnlijkheid van 1/16.
Het tellen van de combinaties met hetzelfde aantal A en B geeft de volgende tabel:
| A | B | Combinaties | Waarschijnlijkheid |
| 4 | 0 | 1           | 1/16               |
| 3 | 1 | 4           | 4/16               |
| 2 | 2 | 6           | 6/16               |
| 1 | 3 | 4           | 4/16               |
| 0 | 4 | 1           | 1/16               |

Zoals weergegeven in de tabel is het totale aantal combinaties met hetzelfde aantal (2) A-allelen als B-allelen zes, en de waarschijnlijkheid van deze combinatie is 6/16. Het totale aantal andere combinaties is tien, dus de kans op een ongelijk aantal A en B allelen is 10/16. Dus hoewel de oorspronkelijke kolonie begon met een gelijk aantal A en B allelen, zal het aantal allelen in de resterende populatie van vier leden zeer waarschijnlijk niet gelijk zijn. De situatie van gelijke aantallen is feitelijk minder waarschijnlijk dan die van ongelijke aantallen. In het laatste geval heeft genetische drift plaatsgevonden omdat de allelfrequenties van de populatie zijn veranderd als gevolg van willekeurige steekproeven. In dit voorbeeld kromp de bevolking tot slechts vier willekeurige overlevenden, een fenomeen dat bekend staat als een populatieflessenhals.
De kansen op het aantal exemplaren van allel A (of B) dat overleeft (gegeven in de laatste kolom van de bovenstaande tabel) kunnen rechtstreeks worden berekend op basis van de binomiale verdeling, waarbij de kans op succes (de waarschijnlijkheid dat een bepaald allel aanwezig is) 1/2 is (d.w.z. de kans dat er k kopieën zijn van A (of B) allelen in de combinatie) wordt gegeven door:
{\displaystyle {n \choose k}\left({\frac {1}{2}}\right)^{k}\left(1-{\frac {1}{2}}\right)^{n-k}={n \choose k}\left({\frac {1}{2}}\right)^{n}\!}
waarbij n=4 het aantal overlevende bacteriën is.